# Guillaume Durand z Saint-Pourçain
Guillaume Durand z Saint-Pourçain (ur. ok. 1270-5 w Saint-Pourçain-sur-Sioule (Owernia), zm. najprawdopodobniej 10 września 1334 r. w Meaux (podawana jest także data 13.09.1332)) – dominikanin, francuski filozof scholastyk i teolog w poglądach będący w opozycji do Tomasza z Akwinu.
Swoją działalność zaczynał w zakonie dominikanów w Clermont-Ferrand. Od 1303 r. przebywał w konwencie dominikańskim St. Jacques w Paryża, równocześnie studiując teologię. W 1313 r. w Paryżu uzyskał doktorat z teologii. Papież Klemens V mianował go Magister Sacri Palatii czyli teologiem papieskim (funkcja tradycyjnie powierzana dominikanom). Tytuł ten, potwierdził Jan XXII, również przebywający w Avinionie. Durand funkcję tę pełnił do sierpnia 1316 r. 
26 sierpnia 1317 roku Durand został obrany biskupem Limoux. 14 lutego 1318 został mianowany biskupem Le Puy-en-Velay a następnie, 13 marca 1326 roku został przeniesiony do diecezji Meaux. Na tym stanowisku pozostał do śmierci. Z powodu zdecydowanej obrony poglądów i nowatorskich koncepcji otrzymał przydomki "Doctor resolutissimus" i "Doctor modernus".

## Twórczość
Obok trzykrotnej redakcji Komentarzy do Quattuor libri Sententiarum Piotra Lombarda, w latach 1312-17 napisał pięć Quodlibeta, traktat De habitibus, kazania oraz Questionen. W swoich łacińskich dziełach teologicznych okazał się mistrzem zadawania pytań.
Według J. Kocha należy wyróżnić 3 wersje Komentarzy do Sentencji oznaczonych jako wersje A, B oraz C. Wersja A powstała w związku z działalnością dydaktyczną Duranda na francuskiej prowincji. Ta wersja rozprzestrzeniła się wbrew jego woli, samoistnie. Komentarze wzburzyły współbraci zakonnych, jednak nie na tyle, by przeszkodzić mu w uzyskaniu doktoratu. Wersja zawierała zapalczywe opinie krytyczne, często oparte na tezach Tomasza z Akwinu, mimo że Durand miał opinię jego przeciwnika. Główna część jego tez wynikała ze znajomości Arystotelesa, którego dzieła w wielu miejscach stały w sprzeczności do obowiązującego wówczas w Kościele św. Augustyna. Pierwsze krytyczne stanowisko do wersji A Komentarzy zajął Herveus Natalis (1308) w rozprawie zatytułowanej Quodlibet. Rozważania i ataki Herveusa Natalisa trwały ponad 10 lat i przyniosły po obu stronach kilka polemicznych dzieł. 
Wobec krytyki Durand przygotował wersję B Komentarzy. W odróżnieniu od pierwszej, ta jest (1308-1310) posegregowana i znacznie złagodzona. Nastroje w zakonie znacznie utemperował oficjalny zakaz jawnej i bezpośredniej krytyki Tomasza z Akwinu. 
Ostateczna redakcja Komentarzy do Sentencji powstała w okresie od 1317 do 1327 roku (wersja C). Durand jako biskup, uwolniony spod jurysdykcji dominikańskiego zakonu, mógł przywrócić dużą część usuniętych treści. Wersja C powstała w oparciu o pierwotną wersję A i jest całkowicie własnym dziełem Duranda. 
Współbracia zakonni 3 lipca 1314 r. przygotowali listę błędów popełnionych przez Duranda w wersji A. Zawierała ona 93 tezy uznane za podważające nauki Kościoła. Na przełomie 1316/17 wybrano 325 tez dotyczących wersji B. W 1317 roku zaczęły przygotowania do kanonizacji Tomasza z Akwinu i w związku z tym, jeszcze raz sprawdzono komentarze „B” pod kątem ich zgodności z poglądami akwinity. Badania przeprowadzili Johannes z Neapolu oraz Petrus z Palude zestawiając wszystkie odchylenia od nauk Tomasza. Prawdopodobnie ta lista posłużyła dalszej krytyce Duranda i wydaniu Evidentiae contra Durandum.

## Myśli
Durand był prekursorem determinizmu rozwiniętego w pełni przez Ockhama oraz nominalizmu dialektycznego.
Nominalizm dialektyczny – Durand pisze: „byłoby naiwnością, temu co ogólne, przyznawać jakieś realne bytowanie w rzeczach, w których jest tylko to, co jednostkowe” to co ogólne jest tworem umysłu pozwalającym na poznanie i uzyskanie wiedzy. Coś jednostkowego może istnieć na 3 sposoby:
1. jako rzecz realnie istniejąca, materialna,
2. jako cecha przynależna np. barwa czegoś,
3. w relacji np. dzieci istnieją bo istnieją rodzice, relacja istnieje obiektywnie chociaż nie namacalnie. Ta trzecia relacja wzbudziła szczególne kontrowersje wśród scholastyków – po poznaniu zmysłowym tworzy się intencjonalne podsumowanie określające to co się widzi i chce się widzieć. To co ogólne jest wynikiem działania umysłu, istnieje w nim i od niego zależy. Dlatego prawdą jest nie tyle adekwatność rzeczy z jej umysłem poznanymi właściwościami ale zgodność rzeczy jednostkowej, intencjonalnie nazwanej z tym, co w danej chwili chciało się w tej rzeczy dostrzec. Będzie to zgodność z tym, co przygotował umysł do nazwania. Tym samym Durand opowiada się autonomią rozumu i przeciwstawia się tomizmowi.

## Dzieła
- Commentarius in IV libros sententiarum P. Lombardi, Paris 1508;
- Tractatus de iurisdictione ecclesiastica et legibus, 1506;
- Statuta synodi dioecesanae Aniciensis anno 1320 celebratae, Lyon 1620;
- Tractatus de statu animarum Sanctorum postquam resolutae sunt a corpore usque ad reunionem cum corporibus in resurrectione . - Quaestio de natura cognitionis et Disputatio cum anonymo quodam, hrsg. v. Joseph Koch, 1929;
- Tractatus de habitibus. Quaestio 4, 1930;
- Magistri D. Durandi ..., Quodlibeta avenionensia tria ..., Zürich 1965.